# Tarma (bướm đêm)
Tarma là một chi bướm đêm thuộc họ Geometridae.

## Hình ảnh

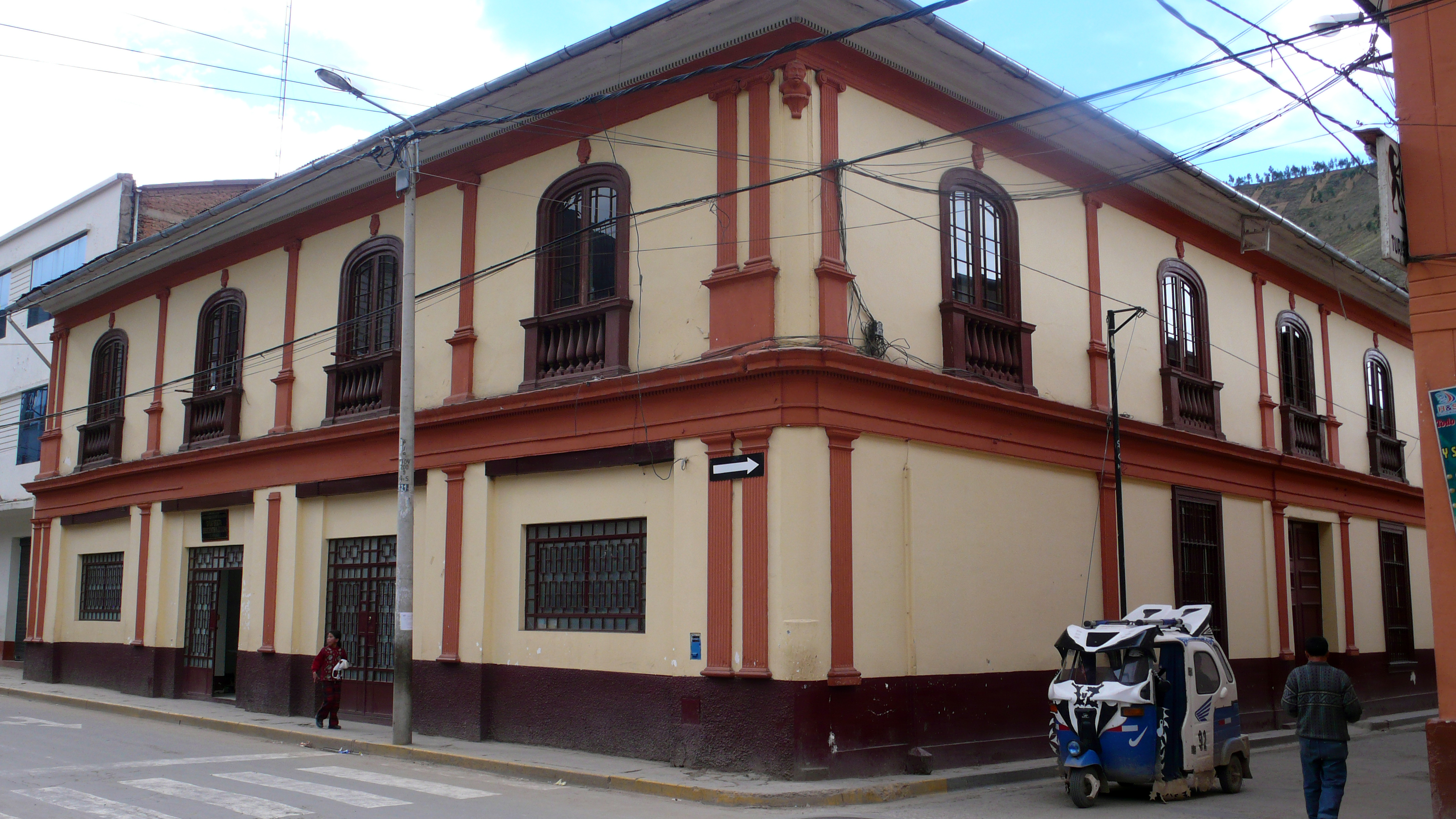
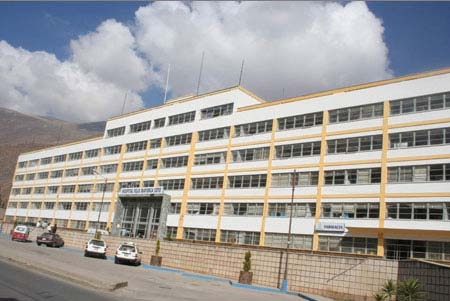
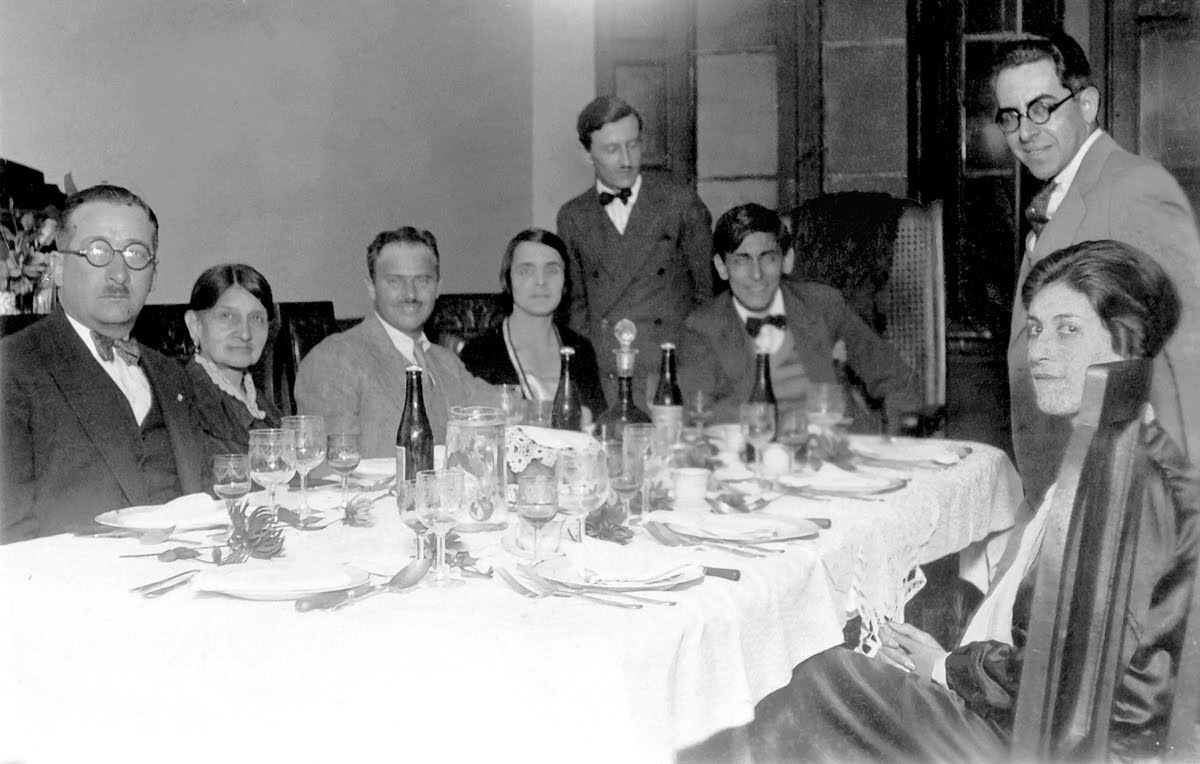
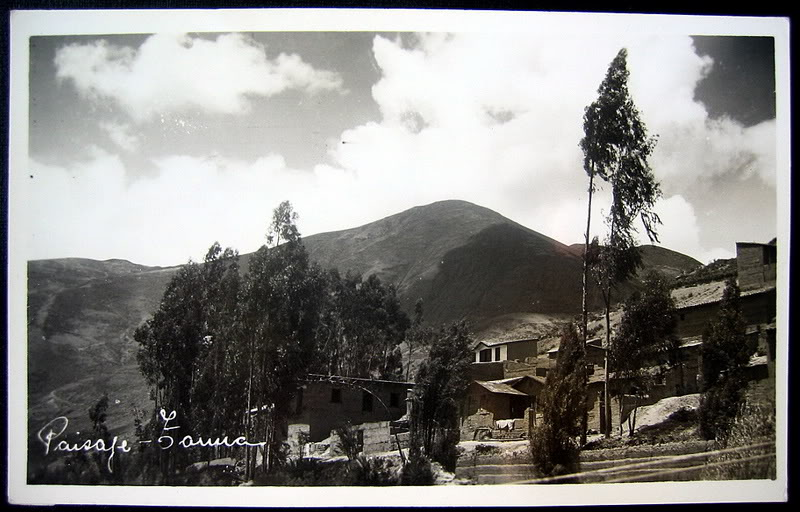